# 本妙寺 (土浦市)
本妙寺（ほんみょうじ）は、茨城県土浦市に所在する日蓮正宗の寺院。山号は亀城山（きじょうさん）。

## 起源と歴史
- 1912年（大正元年）10月19日 - 第29号教会所として建立される。開基は日蓮正宗大石寺第56世法主日応。のち土浦教会所となる。
- 1950年（昭和25年）7月5日 - 寺号山号を公称する。
- 1982年（昭和57年）4月17日 - 改築される。

## 寺院周辺
- 亀城公園
- 土浦市立土浦小学校
- 土浦市立博物館

## 交通アクセス
- 常磐線土浦駅から車で5分
- 常磐自動車道桜土浦インターチェンジから車で10分